# Battaglia di Cingoli
La battaglia di Cingoli fu combattuta nel 1250 tra le forze del Sacro Romano Impero e le armate dei guelfi e dello Stato Pontificio, la zona era tanto nota per il soprannome di "il balcone delle Marche". Le forze imperiali inflissero una schiacciante sconfitta alle fazioni del papa. Dopo la battaglia, Federico II di Svevia, imperatore del Sacro Romano Impero, fu colpito dalla lebbra e papa Innocenzo IV dichiarò che la malattia era un atto divino. Ciò fu probabilmente dovuto alla scomunica dell'imperatore; una minaccia e una pratica comune per sottomettere la leadership cattolica troppo sicura di sé.